# Ферари
 Тази статия е за автомобилния производител.  За тима от Формула 1 вижте Скудерия Ферари.  
Вижте пояснителната страница за други значения на Ферари.
Ferrari S.p.A. (Ферари АД) е италиански производител на спортни автомобили, разположен в градовете Маранело и Модена, Италия. Колите на Ferrari са едни от най-желаните за притежание и шофиране. Те също са и един от символите за доброто финансово състояние на притежателите им.
Компанията е придобила известност през годините благодарение на непрекъснатото ѝ участие в автомобилни състезания и най-вече във Формула 1, където се радва на значителни успехи, особено през 50-те, 60-те и 70-те години на XX век, както и в края на XX и началото на XXI век.
Фирмата притежава и серия маркови продукти, носещи търговската марка „Ferrari“, сред които могат да бъдат открити очила, химикалки, парфюми, дрехи, високотехнологични велосипеди, мобилни телефони и преносими компютри. В класацията на Financial Times на „Стоте най-добри работни места в Европа“ (за производители на стоки) за 2007 г., Ferrari е поставена на първо място.

## История
1929 – 1946
Компанията е основана през 1929 г. от Енцо Ферари, състезател, конструктор и изпитател на автомобилите на Alfa Romeo, под името „Скудерия Ферари“ (на италиански: Scuderia Ferrari), букв. „Конюшна Ферари“. Първоначално се е занимавала с подготовка на аматьорски автомобилни състезатели, живеещи в Модена, и с производство на състезателни автомобили по договор с Alfa Romeo, преди да започне да произвежда пригодени за употреба по обикновени пътища серийни автомобили през 1947 г. под името Ferrari S.p.A..
Ферари подготвя успешно състезатели за Alfa Romeo до 1938 г., когато Енцо е назначен от Alfa като директор на състезателния отдел.
През 1940 г. компанията Alfa Romeo е национализирана като част от италианската военна сила от фашисткото правителство на Бенито Мусолини. Отделът, управляван от Енцо Ферари, е бил достатъчно малък, за да остане незасегнат от това. По силата на подписания от него договор, му било забранено да се състезава в продължение на 4 години. „Скудерията“ набързо станала производител на части и аксесоари за военни самолети.
След големи финансови затруднения Енцо Ферари продава правата на фирмата на FIAT през 1969 г., за да осигури бъдеще на Ferrari. Но все пак Енцо Ферари има контрол над състезателната дивизия до 1988 г., когато умира на 90-годишна възраст.

## „Cavallino rampante“
Символът на състезателните автомобили Ferrari е изправен на задните си крака черен жребец (на италиански: Cavallino rampante), изрисуван върху жълт щит и буквите „S F“ (от „Scuderia Ferrari“), със зелена, бяла и червена хоризонтални ленти (националните цветове на Италия) в горната част. Пътните автомобили носят това лого от двете си страни и правоъгълен знак (на изображението вдясно) на предния си капак.
На 17 юни 1923 г. Енцо Ферари печели състезание на пистата Савио в Равена, където среща графиня Паолина, майка на граф Франческо Барака – военен пилот от италианските ВВС и национален герой, загинал през Първата световна война, който имал нарисуван кон отстрани на своя самолет. Графинята помолила Енцо да използва образа на коня за своите коли, за да му донесе добър късмет. Оригиналният „изправен кон“ от самолета на Барака бил нарисуван с червен цвят върху облак, но Ферари избрал да използва коня в черно (както бил рисуван на самолетите от ескадрилата на Барака като символ на печал по загиналия пилот), като добавил яркожълт фон, защото това е цветът на Модена – родният му град. Трябва да се отбележи, че жребецът на Ferrari още от самото начало бил много различен от този на Барака. Най-забележителната разлика е опашката, която във версията на Барака сочи надолу.
Ферари използва cavallino rampante на официалните документи на компанията от 1929 г. От състезанието „24-те часа на Спа“ на 9 юли 1932 г. кончето се използва и на колите на Алфа Ромео, спонсорирани от Скудерията.
Фабио Тальони, главен дизайнер и технически директор на Ducati, използва cavallino rampante на своите мотоциклети, тъй като бил роден в Луго ди Романя, както Барака, и баща му също бил военен пилот през войната (въпреки че не от ескадрилата на Барака, както погрешно съобщават някои източници). С увеличаването на популярността на Ferrari, Ducati изоставя кончето – може би благодарение на споразумение между двете компании.
Кончето сега е запазена марка на „Ferrari“.

## „Rosso Corsa“
От 20-те г. на 20 век италианските състезателни автомобили Alfa Romeo, Maserati и по-късно Ferrari и Abarth (някои и до днешни дни) се боядисват в „състезателно червен“ (rosso corsa) цвят. Това е общоприетият състезателен цвят на Италия по препоръка на организациите, които по-късно се обособяват в настоящата FIA. По същата схема френските автомобили са сини, германските – бели (а от 1934 г. и сребърни), английските са зелени и т.н.
Цветът на автомобила се определя не от държавата, която го е произвела, нито от националността на пилота, а от националността на отбора, за който се състезава дадената кола. Въпреки че след навлизането на спонсорството повечето отбори да изоставят традиционните цветове в името на цветовете на рекламираните марки, Ferrari се придържа към червеното, макар и с изменения на неговия нюанс за по-доброто му изобразяване на телевизионните екрани или от 1996 г. за доближаване до червения нюанс на цигарите Marlboro, които тогава стават генерален спонсор на болидите.
За масовите автомобили Ferrari са използвани 8 червени разцветки.

## Модели
До началото на 80-те Ferrari следва схема на наименованията, базирана на трицифрени числа, свързани с работния обем на двигателя:
- За моделите с V6 и V8 двигатели се използва общият работен обем (в децилитри) за първите две цифри от номера на модела и броя цилиндри като трета цифра. Така например 206 е автомобил с V6, двулитров двигател, а 348 използва V8, 3,4-литров мотор. Но при F355 последната цифра се отнася за 5 клапана на цилиндър. С появата на 360 Modena, цифрите към моделите с V8 двигатели (които сега имат и име освен номер) вече отразяват само работния обем на двигателя. Този подход към номерирането се запазва и при последния модел с V8 мотор – F430.
- За моделите с V12 двигатели номерацията показва работния обем (в кубични сантиметри) на един от цилиндрите. По този начин известната 365 Daytona е с работен обем от 4390 cm³. Някои по-съвременни модели обаче, какъвто е 599, носят трицифрено означение, което показва само общия работен обем на двигателя.
- Моделите с боксерни 12-цилиндрови двигатели имат означение, показващо работния обем в литри. Затова 512BB има 5-литров, 12-цилиндров боксерен двигател.
- Някои модели, като Mondial и Testarossa не следват трицифрената схема на номерация.

Повечето Ferrari имат и буквено означение към своя номер, което показва типа каросерия. Важат следните общи правила:
- M, означаващо „Modificata“, се добавя в края на моделния номер на автомобил, който представлява модифицирана версия на предишен такъв, но не цялостна еволюция (виж F512M и 575M Maranello.
- GTB са закрити купета берлинета.
- GTS при по-старите модели с открити спайдери или кабриолети (виж 365 GTS4; при по-новите модели обаче тази наставка се използва за моделите тарга (виж Dino 246 GTS; изключение прави 348 TS, което е единствената тарга, означена по различен начин. Настоящите кабриолети носят означението „Spider“ (виж F355 Spider и 360 Spider.

Тази схема на наименованията понякога е доста объркваща, когато някои напълно различни автомобили използват един и същи двигател и каросерия. Много Ferrari имат и допълнителни имена (като Daytona) за по-лесното им отличаване. Много от тези имена всъщност не са оригинални заводски наименования. Например името Daytona е в почит на тройната победа на Ferrari през февруари 1967 г. на 24-те часа на Дейтона с 330P4.
Различните модели Dino са наречени на сина на Енцо, Дино Ферари, и технически погледнато не са „ферарита“, въпреки че според техния замисъл и предназначение се смятат за такива.
В средата на 90-те Ferrari добавя буквата F в началото на всички модели – практика, изоставена набързо след F512M и F355, но отново подхваната с F430.